# ألفارو دوارتي
ألفارو دوارتي (بالإسبانية: Álvaro Duarte Sandoval) هو دراج كولومبي، ولد في 12 يناير 1991 في Funza ‏ في كولومبيا.

## وصلات خارجية
- ألفارو دوارتي ساندوفال على موقع الاتحاد الدولي للدراجات (الإنجليزية)
- ألفارو دوارتي ساندوفال على موقع أرشيف الدراجات (الإنجليزية)
- ألفارو دوارتي ساندوفال على موقع إحصائيات الدراجات الإحترافية (الإنجليزية)
- ألفارو دوارتي ساندوفال على موقع نسبة الدراجات (الإنجليزية)